# Cena Andreje „Nikolaje“ Stankoviče
Cena Andreje „Nikolaje“ Stankoviče navazuje na tradici Cen samozvanců, udělovaných po tři roky básníkem a kritikem Andrejem Stankovičem mimořádnému tvůrčímu počinu v oblasti kinematografie. Cenu uděluje skupina stoupenců kritických intencí Andreje Stankoviče – Samozvanci.

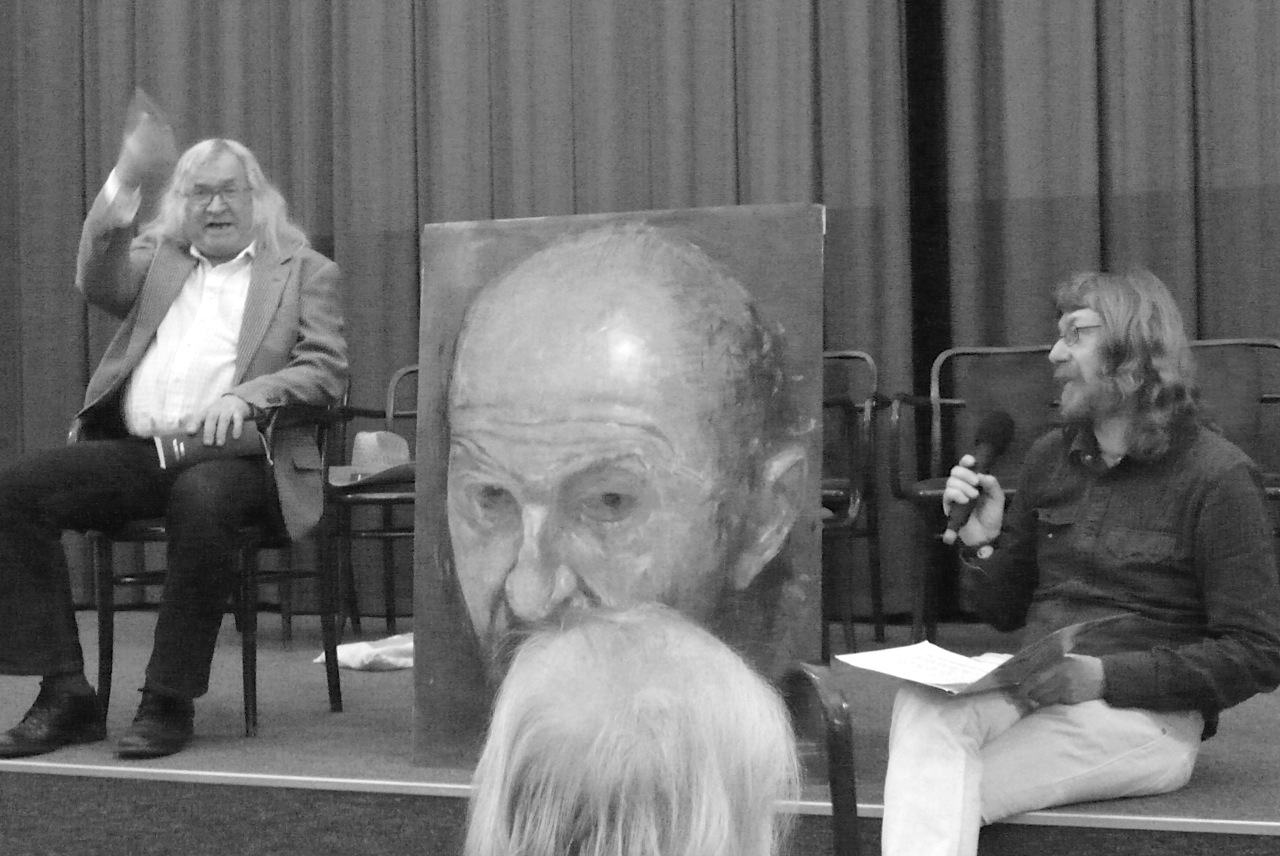
Při udílení ceny Andreje Stankoviče v Ponrepu 2010 (zleva Martin Jirous, zprava Vladimír Hendrich)

V prvním ročníku získal Stankovičovu Cenu samozvanců režisér Jan Němec za film Jméno kódu: Rubín, ve druhém ročníku to byl Radim Špaček za snímek Rychlé pohyby očí. Andrej Stankovič stačil nedlouho před svou smrtí v roce 2001 udělit ještě svou třetí Cenu samozvanců, a to režiséru Karlu Vachkovi za film Bohemia Docta (stalo se tak neoficiálně v nemocnici Na Bulovce).

## Laureáti
- 2003 (za rok 2002):
  - cena filmu Kdo bude hlídat hlídače? aneb Klíč k chaloupce strýčka Toma realizovaný týmem Karla Vachka
  - cena režisérovi a výtvarníkovi Miroslavu Štěpánkovi za celoživotní dílo v oblasti animovaného filmu, za autorství výtvarné podoby a animační technologie seriálu „Pojďte pane, budeme si hrát“, za režii většiny dílů seriálu včetně zásadního podílu na dalších snímcích, jež zbulvarizovaná média připisují pouze Břetislavu Pojarovi, za Štěpánkův více než dvacetiletý nekompromisní postoj v boji za svá autorská práva zneužívaná Břetislavem Pojarem a jeho kolegy z K.F. a.s., pražské FAMU a VŠUP a za Štěpánkovy postoje k normalizačně a nekulturně spravovanému českému animovanému filmu
  - cena akci Mezinárodní festival dokumentárních filmů Jihlava za rozšiřování prostoru pro médii opomíjený žánr autorského filmu a za kvalitní festivalovou produkci
  - zvláštní cena (tzv. Solitaire d’Or) studentovi FAMU Janu Zajíčkovi za film Konec (cena udělena filmovým dopisovatelem časopisu Živel a členem poroty Martinem Fisherem)
- 2004 (za rok 2003): Kristina Vlachová za částečnou realizaci dokumentárního filmu o případu Aloise Grebeníčka (námět odmítnut brněnským studiem České televize v r. 2003) a za dosavadní filmové dílo, odhalující metastázy přetrvávajícího komunistického myšlení a cítění
- 2005 (za rok 2004): výtvarník, scenárista a režisér Václav Mergl za celoživotní přínos českému filmu
- 2006 (za rok 2005): režisér a kameraman Martin Řezníček za umělecký dokument Jan Křížek, sochy a včely
- 2007 (za rok 2006):
  - hlavní cena: režisérka Petra Všelichová za aktuální umělecký dokument Zločin jménem Katyň
  - mimořádná cena: Dušan Hudec za snímek Miluj blížneho svojho… s tematikou poválečného židovského pogromu v Topolčanech
  - mimořádná cena: Ondřej Švadlena za osobitý animovaný snímek Sanitkasan
- 2008 (za rok 2007), ceny uděleny stejnou měrou:
  - Daniela Gébová za film o životě lidí v zanikajících hornických koloniích v Ostravě Industriální elegie[1]
  - Petr Skala za dokument o výtvarníkovi Kamilu Linhartovi Dotyky věčnosti[2]
- 2009 (za rok 2008)
  - hlavní cena: režisérka Helena Papírníková-Horáčková za autorský celovečerní filmový debut Naše jediná jistota je, že všechno dobře dopadne
  - zvláštní uznání: Redakce aktuální publicistiky České televize za projekt Neznámí hrdinové
  - zvláštní uznání: Jiří Toman in memoriam (1924–1972), fotograf, filmový výtvarník, scenárista, průkopník fotografických happeningů u nás
- 2010 (za rok 2009), ceny uděleny stejnou měrou:
  - Jana Ševčíková za dokumentární film Starověrci
  - Miroslav Bambušek za snímek Jan Hus – mše za tři mrtvé muže[3]
- 2011 (za rok 2010), ceny uděleny stejnou měrou:
  - Ester Krumbachové in memoriam za mimořádný přínos české kinematografii
  - Martinovi Kohoutovi: JUDr. Michal Danišovič
  - Tereze Reichové: Manuál na výrobu teroristy
- 2012 (za rok 2011):
  - hlavní cena: Karel Vachek: Tmář a jeho rod aneb slzavé údolí pyramid[4]
  - zvláštní uznání: Gorila režisérů Pavla Sličného a Helmuta Kuhla
  - zvláštní uznání: Mrtvá trať režiséra Šimona Špidly
  - zvláštní uznání: kameramanovi, režisérovi a disidentovi Michalu Hýbkovi[5] in memoriam (1957–2003) za celoživotní svébytné a nezastupitelné aktivity nejen v české a nejen undergroundové kultuře
- 2013 (za rok 2012):
  - hlavní cena: Zuzana Piussi: Krehká identita[6]
  - zvláštní uznání: distribuční společnosti Artcam Films
  - zvláštní uznání: Mezinárodnímu filmovému festivalu Kamera Oko v Ostravě za kvalitní dramaturgii
- 2014 (za rok 2013):
  - mimořádná cena: producent Jaromír Kallista za celoživotní přínos filmu
  - mimořádné zvláštní uznání: Tomáši Vorlovi za ryzost celého jeho dosavadního filmového díla
  - zvláštní uznání: Martinovi Čihákovi za publikaci Ponorná řeka kinematografie
  - zvláštní uznání: tvůrcům dokumentárního cyklu Český žurnál
  - zvláštní uznání: Martinovi Řezníčkovi za zajímavý, důležitý a k realizaci připravený dokumentární projekt „Rudý kovboj“ [7]
- 2015 (za rok 2014):
  - hlavní cena „Animus“: povídkový film Gottland tvůrců Lukáše Kokeše, Petra Hátleho, Viery Čákanyové, Rozálie Kohoutové a Kláry Tasovské
  - speciální cena: kameramanovi, režisérovi a fotografovi Karlu Slachovi za mimořádné zásluhy o podobu moderní české autorské, především dokumentární tvorby
  - mimořádná cena: absolventskému filmu Rodinné záležitosti aneb Něco z videodeníků Jakuba Wagnera
- 2016 (za rok 2015), ceny uděleny stejnou měrou:
  - snímku Heleny Všetečkové a Heleny Papírníkové-Horáčkové Všichni mají pravdu? Karel Floss a ti druzí
  - filmovému eseji Martina Kohouta Česká cesta aneb Proč došlo ke kuponové privatizaci?
- 2017 (za rok 2016):
  - hlavní cena: Výchova k válce režisérky Adély Komrzý z cyklu autorských dokumentů Český žurnál producentů Víta Klusáka a Filipa Remundy
  - zvláštní uznání: Květa Přibylová za film Stopy, střepy, kořeny
  - zvláštní uznání: Ondřej Vavrečka za experimentální snímek De Potentia Dei
  - zvláštní uznání: Andrea Culková za snímek H*Art On, v němž osobitě a s humorem spojuje připomínku Zdenka Rykra[8]
- 2018 (za rok 2017)
  - hlavní cena nebyla udělena
  - zvláštní uznání: Lukáš Janičík za film Ústí
  - zvláštní uznání: Martin Ježek za film Heidegger in Auschwitz
  - zvláštní uznání: Martin Řezníček za film Příběh třetí lidské pochodně [9]